# Сырдах (городской округ Якутск)
Сырдах (якут. Сыырдаах) — село на территории городского округа «Город Якутск» Республики Саха (Якутия) России. Входит в состав Тулагино-Кильдямского наслега. Население — 984 чел. (2021), большинство — якуты .

## География
Сырдах находится в Центральной Якутии, в долине Туймаада, на левом берегу р. Лены, в 24 км к северу от г. Якутска.
Климат
Климат, как и по всему городскому округу — резко континентальный с длинной и суровой зимой (средняя температура января — около −40 °C) и коротким, но жарким летом (средняя температура июля — 19 °C). Характерны небольшое количество осадков в течение всего года (при этом большее количество осадков приходится на тёплое время года) и сухой воздух, особенно летом.

## История
Согласно Закону Республики Саха (Якутия) от 30 ноября 2004 года N 173-З N 353-III село Сырдах вошло в образованное муниципальное образование Тулагино-Кильдямский наслег.

## Население
| 1989 | 2002 | 2010 | 2015 | 2021 |
| ---- | ---- | ---- | ---- | ---- |
| 900  | ↘639 | ↗767 | ↗797 | ↗984 |

Национальный состав
Согласно результатам переписи 2002 года, в национальной структуре населения якуты составляли 86 % от общей численности населения.

## Инфраструктура
экономика
Животноводство (мясо-молочное скотоводство, мясное табунное коневодство), овощеводство, картофелеводство, производственный участок коллективного предприятия «Якутское»
культура, здравоохранение
Дом культуры, учреждения здравоохранения и торговли.

## Транспорт
Автодорога регионального значения Якутск — Намцы (а/д «Нам», 98 ОП РЗ 98К-005).